# Koko (Bénin)
Pour les articles homonymes, voir Koko.
Koko est l'un des neuf arrondissements de la commune de Bantè dans le département des Collines au Bénin.

## Géographie
Situé au cœur du département des Collines, Koko est l’un des 34 villages qui constituent la commune de Bantè un village situé à 6 km de la paroisse de Bantè et compte 3 villages que sont Akpaka, Itchocobo et Issalè.

## Histoire
La création du village de Koko, est une histoire vieille de 700 ans. Ce village est né après la création de nombreux quartiers (sous villages). Seule la langue itcha est parlée. 

## Démographie
Selon le recensement de la population de 2013 conduit par l'Institut national de la statistique et de l'analyse économique (INSAE), Koko compte 7 259 habitants  .